# Jean-Pierre Desclozeaux
Pour les articles homonymes, voir Desclozeaux.
Jean-Pierre Desclozeaux est un artiste français né le 5 juin 1938 à Sernhac dans le Gard. 

## Biographie
Après des études secondaires à Avignon, il est, de 1957 à 1960, l’élève de l'affichiste Paul Colin à Paris. D’abord affichiste et aquarelliste, il ne publie ses dessins dans la presse qu’à partir de 1965. En 1967, il fonde à Avignon la Société protectrice de l'humour (SPH), qu'il animera jusqu'en 1976.
En 1968, il devient collaborateur du Nouvel Observateur, où il publie chaque semaine au moins un dessin. Desclozeaux se consacre alors presque exclusivement à la presse et à l'édition : dessins satiriques, illustrations de textes et de livres, couvertures, affiches d'expositions et de spectacles, cartes postales, jaquettes de livre. Il illustre la rubrique gastronomique hebdomadaire du Monde jusqu'en 2012.

## Œuvres
- Comprenez l'informatique, par Claude Bellavoine, sl, Les Editions du Groupe Express, 1971, illustré de vingt dessins de Desclozeaux. Ouvrage publié sous la direction scientifique de Claude Marbach.
- Au Secours, coréalisé avec Picha, Siné et Puig Rosado, Éditions Calmann Lévy, 1973.
- Jean-Pierre Desclozeaux, 130 dessins d'observation faits au Nouvel Observateur, Paris, Éditions Jacques Glénat, 1974.
- Jean-Pierre Desclozeaux, L'Oiseau-moqueur, Paris, Albin Michel, 1977[1].
- Michel Ragon, D'un Desclozeaux à l'autre, Imprimerie Marchand, 1983.
- Jean-Pierre Desclozeaux en collaboration avec Louis Nucera, Entre chien et chat, Paris, Denoël, 1983.
- Jean-Pierre Desclozeaux, Mine de Rien, Mine de Plomb, Denoël, 1984
- Desclozeaux et André Pozner, Petite histoire de la langue, Paris, Le Seuil, coll. Point virgule, 1991.
- Desclozeaux et La Reynière "Autour d'un plat" 1990
- Desclozeaux, Cul-sec, Albin Michel, 2002.
- Desclozeaux et Jean-Claude Ribaut, Rouge de honte, Menu Fretin, 2011.
- Desclozeaux et Jean du Frout, Fableries, éditions Fishbacher, 2013.
- Desclozeaux, Charivari, Cherche midi, 2013.

## Œuvre de commande
- 1978: Dessin contre le viol pour le film L'Amour violé de Yannick Bellon

## Filmographie
- Le crayon entre les dents : Jean-Pierre Desclozeaux, film co-réalisé par Patrick Roegiers et Jean-Pierre Berckmans, RTBF, 1976.